# معاهدة زيتفاتوروك

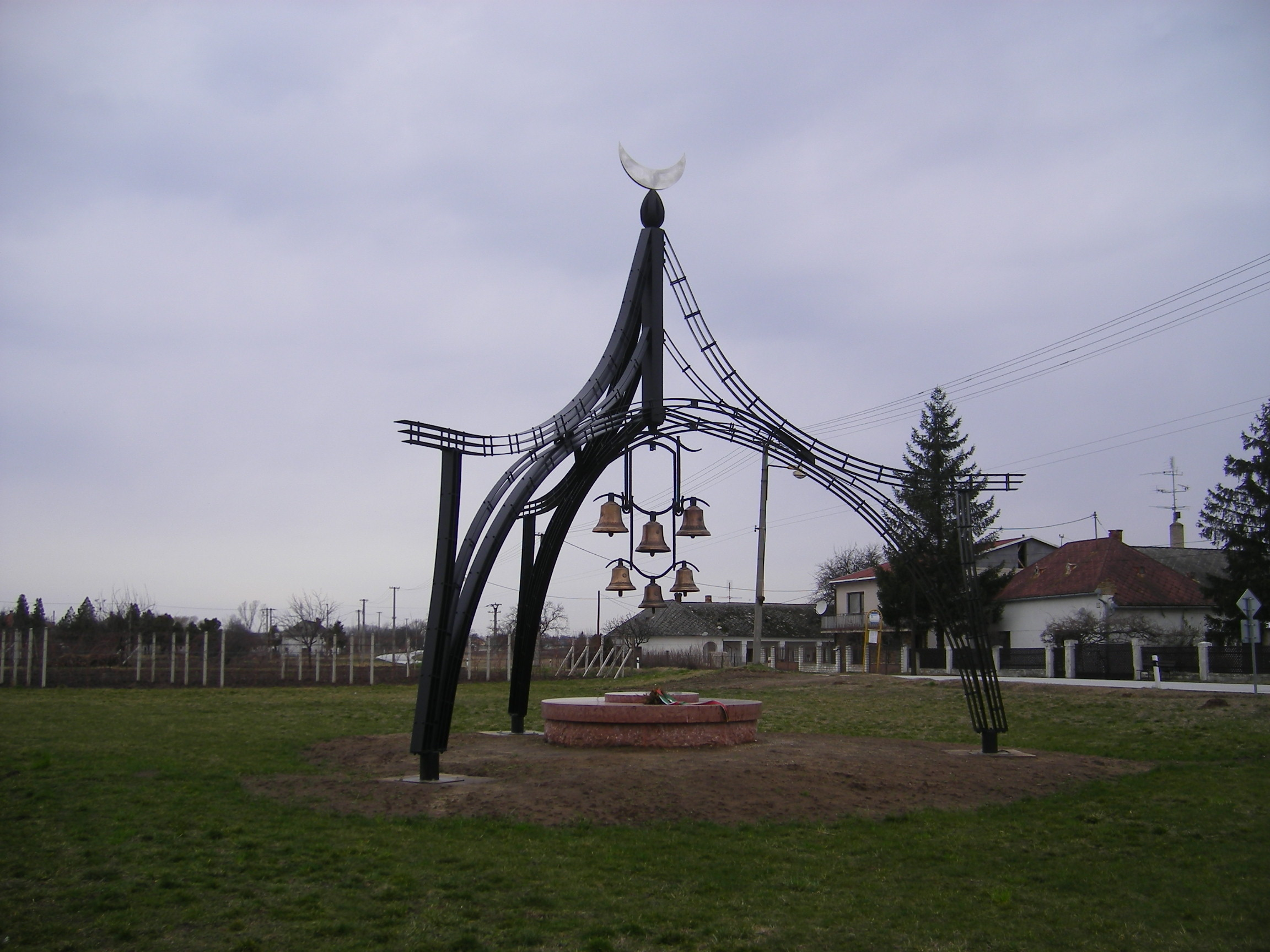
نصب سلام سيتفاتوروك في رضوان ناد دونايوم

معاهدة سيتفاتوروك أو معاهدة زيتفاتوروك (بالتركية: Zitvatorok Anlaşması)‏ كانت معاهدة سلام أنهت الحرب الطويلة بين الدولة العثمانية وملكية هابسبورغ في 11 نوفمبر 1606. المعاهدة كانت جزءاً من نظام معاهدات سلام أنهى الانتفاضة المضادة للهابسبورغ التي تزعمها ستيفن بوكشاي (1604-1606).
ولما تولَّى السلطان أحمد الأول استمرت الحرب مع النمسا، واستعاد العثمانيون «إستركون» بعد حصار شديد بعد أن ظلت أسيرة في أيدي النمساويين عشر سنوات، كما استعادوا بعض القلاع، ووصل الجيش العثماني إلى أقصى الشمال الشرقي من المجر.
أدركت النمسا خسارتها في الحرب فطلبت الصلح، وكان هذا مطلبًا عثمانيًا حتى تتفرغ الدولة لحربها مع إيران، فعُقدت معاهدة بين الطرفين عُرفت باسم «معاهدة سيتفاتوروك» في 10 رجب 1015هـ الموافق 11 نوفمبر 1606م، وانتهت بها تلك الحرب التي استمرت نحو ثلاث عشرة سنة ونصف السنة.
وبمقتضى هذه المعاهدة دفعت النمسا إلى الدولة العثمانية غرامة حرب قدرها 67000 سكة ذهبية، وأُلغيت الجزية التي كان يدفعها إمبراطور النمسا إلى الدولة العثمانية كل سنة، وثبتت الحدود على أساس أن لكلٍ الأراضي الموجودة تحت سيطرته، وأن تخاطب الدولة العثمانية حاكم النمسا باعتباره إمبراطورًا لا ملكًا، يقف على قدم المساواة مع السلطان العثماني.